# Simeó de Mesopotàmia
Simeó de Mesopotàmia (en llatí Symeon o Simeon, en grec Συμεών o Συμεάνης) fou un escriptor grec de l'època romana d'Orient de data incerta, abat d'un monestir conegut per Menaea a Mesopotàmia.
Un discurs en versió llatina titulat Sermo de morte semper meditando, o Sermo de mente semper complectendo suum cuique discessum, apareix a la Bibliotheca Patrum (París, 1579) i és atribuït a Simeó Estilita el Vell però l'original a la Biblioteca Imperial de Viena el fa obra de Simeó de Mesopotàmia ( Τοῦ ἁγίου καὶ ὁσίου Συμεῶνος Μεσοποταμίας περὶ τοῦ ἀεὶ ἐν νᾧ ἔχειν τὴν ἡμέραν τῆς ἐξόδου τοῦ βίου, Sancti Symeonis Mesopotamitae sermo de so quod semper in animo habere debeamus diem exitus vitae.